# Bergvik, Ekerö kommun
Bergvik är en småort i Ekerö kommun i Stockholms län, Sverige.